# Jan Kubík
Jan Kubík (* 29. října 1978 Český Krumlov) je český politik a podnikatel, od října 2017 poslanec Poslanecké sněmovny PČR, v letech 2016 až 2020 a znovu od roku 2024 zastupitel Jihočeského kraje (v letech 2016 až 2017 též náměstek hejtmana), od roku 2010 zastupitel a starosta obce Loučovice, zakládající člen hnutí ANO.

## Život
Získal technické vzdělání v oboru elektro. V letech 2009 až 2010 byl jednatelem a společníkem ve firmě "LOAL", v letech 2011 až 2013 jednatelem a společníkem ve firmě "ECOVIO" a v letech 2015 až 2017 jednatelem a společníkem ve firmě "CEPHALUS". Od roku 2014 je pak jednatelem a společníkem ve firmě "ELTRIO".
Angažuje se v oblasti rozvoje regionu – v letech 2013 až 2016 byl členem správní rady obecně prospěšné společnosti "Destinační management LIPENSKO", od roku 2012 je předsedou správní rady obecně prospěšné společnosti "PORÁKOVA VILA" a od února 2016 je jednatelem a společníkem ve firmě "Služby Loučovice". Angažoval se ve Svazku lipenských obcí.
Jan Kubík žije v obci Loučovice na Českokrumlovsku. S manželkou Petrou má jednoho syna.

## Politické působení
Od roku 2013 je členem hnutí ANO 2011, předsedá Oblastní organizaci Český Krumlov.
V komunálních volbách v roce 2006 kandidoval jako nezávislý na kandidátce subjektu s názvem "Sdružení nezávislých kandidátů č.I" do Zastupitelstva obce Loučovice, ale neuspěl. Podařilo se mu to až ve volbách v roce 2010, když vedl jako nezávislý kandidátku subjektu s názvem "Sdružení nezávislých kandidátů - sdružení č.2". Dne 8. listopadu 2010 byl zvolen starostou obce Loučovice. Ve volbách v roce 2014 mandát zastupitele obce obhájil, když vedl tamní kandidátku hnutí ANO 2011. V listopadu 2014 byl opět zvolen starostou obce. Také ve volbách v roce 2018 obhájil mandát zastupitele obce, když vedl tamní kandidátku hnutí ANO 2011. Na začátku listopadu 2018 byl již po třetí zvolen starostou obce. V komunálních volbách v roce 2022 kandidoval z pozice člena hnutí ANO 2011 do zastupitelstva Loučovic jako lídr kandidátky sdružení nezávislých kandidátů „Patrioti Loučovic“. Mandát zastupitele obce se mu podařilo obhájit. Dne 17. října 2022 byl již po čtvrté zvolen starostou obce.
V krajských volbách v roce 2012 kandidoval jako nestraník za SPOZ do Zastupitelstva Jihočeského kraje, ale neuspěl. Krajským zastupitelem se stal až ve volbách v roce 2016, a to již jako člen hnutí ANO 2011. V listopadu 2016 byl zvolen náměstkem hejtmana pro oblasti: územní plánování, doprava a dopravní obslužnost, správa komunikací, přeshraniční spolupráce. Po rozpadu krajské koalice byl v dubnu 2017 z této pozice odvolán. Ve volbách v roce 2020 již nekandidoval.
Ve volbách do Poslanecké sněmovny PČR v roce 2013 kandidoval za hnutí ANO 2011 v Jihočeském kraji, ale neuspěl. Podařilo se mu to až ve volbách v roce 2017, když byl za hnutí ANO 2011 zvolen poslancem v Jihočeském kraji, a to z pátého místa kandidátky.
Ve volbách do Poslanecké sněmovny PČR v roce 2021 kandidoval za hnutí ANO 2011 na 4. místě v Jihočeském kraji. Získal 1 125 preferenčních hlasů, a stal se tak znovu poslancem. V krajských volbách v roce 2024 byl zvolen jako člen hnutí ANO zastupitelem Jihočeského kraje.
Ve sněmovních volbách v roce 2025 kandiduje na 6. místě kandidátní listiny hnutí ANO v Jihočeském kraji.